# Baital (arie protejată)
Baital (în ucraineană Байтали, transliterat: Baitalî) este o arie protejată de importanță locală din raionul Bârzula, regiunea Odesa (Ucraina), situată lângă satul Baital. Este administrată de întreprinderea de stat „Silvicultura Ananiev” (parcelele 7-31).
Suprafața ariei protejate constituie 1753 de hectare, fiind creată în anul 1980 prin decizia comitetului executiv regional.